# WrestleMania XIX
WrestleMania XIX — девятнадцатая по счёту WrestleMania, PPV-шоу производства американского рестлинг-промоушна World Wrestling Entertainment (WWE). Шоу прошло 30 марта 2003 года на арене «Сейфко-филд» в Сиэтле, Вашингтон, США.
Это была первая WrestleMania, проведенная в штате Вашингтон. WrestleMania XIX стала первой WrestleMania, которая проводилась под брендом WWE, после того как в мае 2002 года промоушен был переименован из World Wrestling Federation (WWF) в WWE. Это также была первая WrestleMania, которая состоялась после того, как WWE провела деление брендов в марте 2002 года.
В главном событии шоу, которое стало главным матчем бренда SmackDown!, Курт Энгл защищал титул чемпиона WWE от Брока Леснара, и Леснар победил его. Главным матчем бренда Raw стала третья встреча на WrestleMania между Скалой и Стивом Остином, в которой Скала одержал победу. Этот матч стал последним официальным матчем Остина (до WrestleMania 38) перед его уходом с ринга из-за травм, полученных в предыдущие годы.

## Результаты
| №                                                                    | Результат | Тип матча                                                        | Время |
| -------------------------------------------------------------------- | --- | ---------------------------------------------------------------- | ----- |
| 1H                                                                   | Лэнс Шторм и Чиф Морли (ч) (с «Братьями Дадли») победили Кейна и Роба Ван Дама                                                  | Командный матч за титул командных чемпионов мира                 | 10:00 |
| 2                                                                    | Мэтт Харди (ч) (с Шэнноном Муром) победил Рея Мистерио                                                                          | Одиночный матч за титул чемпиона WWE в первом тяжёлом весе       | 5:39  |
| 3                                                                    | Гробовщик победил Биг Шоу и Эй-Трейна                                                                                           | Гандикап-матч                                                    | 9:45  |
| 4                                                                    | Триш Стратус победила Викторию (со Стиви Ричардсом) (ч) и Джазз                                                                 | Матч «Тройная угроза» за титул женского чемпиона WWE             | 7:17  |
| 5                                                                    | «Команда Энгла» (ч) (Чарли Хаас и Шелтон Бенджамин) победили «Лос Геррерос» (Эдди Герреро и Чаво Герреро) и Криса Бенуа и Райно | Командный матч «Тройная угроза» титул командных чемпионов WWE    | 8:46  |
| 6                                                                    | Шон Майклз победил Криса Джерико                                                                                                | Одиночный матч                                                   | 22:33 |
| 7                                                                    | Трипл Эйч (с Риком Флэром) победил Букера Ти                                                                                    | Одиночный матч за титул чемпиона мира в тяжёлом весе             | 18:47 |
| 8                                                                    | Халк Хоган победил Винса Макмэна                                                                                                | Уличная драка; если Хоган проиграет, то должен закончить карьеру | 20:48 |
| 9                                                                    | Скала победил Стива Остина | Одиночный матч за                                                | 17:53 |
| 10                                                                   | Брок Леснар победил Курта Энгла                                                                                                 | За титул чемпиона WWE                                            | 21:04 |
| H — означает матч на Sunday Night Heat (c) — чемпион на начало матча | |                                                                  |       |